# Calodia barnesi
Calodia barnesi är en insektsart som beskrevs av Nielson 1982. Calodia barnesi ingår i släktet Calodia och familjen dvärgstritar. Inga underarter finns listade i Catalogue of Life.